# The Last of Us (computerspel)
The Last of Us (letterlijk De laatsten van ons [soort]) is een third-person shooter computerspel, ontwikkeld door Naughty Dog en uitgebracht door Sony Computer Entertainment. Op 14 juni 2013 kwam het spel uit voor PlayStation 3 en op 29 juli 2014 voor PlayStation 4.
Het spel bevat zowel een singleplayer- als een multiplayermodus. Deze multiplayer is geen co-op-modus, maar een multiplayer vergelijkbaar met die van de Uncharted-serie.
Op 19 juni 2020 is het vervolg van de game, The Last of Us Part II, verschenen.

## Gameplay
The Last of Us speelt zich af vanuit het derde perspectief. De speler zal de controle hebben over Joel, terwijl Ellie bestuurd wordt door kunstmatige intelligentie (AI). Later in het spel krijgt de speler tijdelijk de controle over Ellie.
Het spel bevat zowel schiet- als handgevechten, waarbij de speler het moet opnemen tegen geïnfecteerden en overlevenden, mensen die alsnog aan de plaag zijn ontsnapt.
Voor de ontwikkeling van het spel heeft Naughty Dog een nieuw AI-systeem ontwikkeld genaamd "Balance of Power", waarbij vijanden realistisch reageren in gevechtssituaties. Zo wordt er op diverse manieren gereageerd op het zien van een wapen in de handen van de speler. In het geval van een pistool zal de AI dekking zoeken en de hulp inroepen van teamgenoten, bij een ijzeren staaf kan het aankomen op een vuistgevecht.

## Verhaal
In 2013 verwoest een uitbraak van een gemuteerde Cordyceps-schimmel de Verenigde Staten, waardoor de menselijke gastheren in agressieve wezens veranderen. In de buitenwijken van Austin, Texas, ontvlucht Joel de chaos met zijn broer Tommy en dochter Sarah. Terwijl ze vluchten, wordt Sarah neergeschoten door een soldaat en sterft in Joel's armen.
Twintig jaar later is de beschaving gedecimeerd door de infectie. Joel werkt samen met zijn partner Tess als smokkelaar in een quarantainegebied in Boston, Massachusetts. Ze jagen op Robert, een dealer op de zwarte markt, om een gestolen wapenopslagplaats terug te vinden. Voordat Tess hem vermoordt, onthult Robert dat hij de buit heeft geruild met de Fireflies, een rebellenmilitie die zich verzet tegen de autoriteiten van de quarantainezone. De leider van de Fireflies, Marlene, belooft hun aandeel te verdubbelen in ruil voor het smokkelen van een tienermeisje, Ellie, naar het Massachusetts State House. Terwijl ze 's nachts naar buiten sluipen, ontdekken Joel en Tess dat Ellie besmet is. Ze beweert dat ze immuun is en zij de sleutel zou kunnen vormen tot de ontwikkeling van een vaccin. In het State House ontdekt het trio dat de Fireflies zijn gedood en Tess onthult dat ze besmet is. Ze gelooft in het belang van Ellie en offert zichzelf op tegen de achtervolgende soldaten, zodat Joel en Ellie kunnen ontsnappen. Joel besluit Tommy, een voormalige Firefly, te zoeken in de hoop dat hij anderen kan vinden.
Met de hulp van Bill, een smokkelaar en survivalist in Lincoln, Massachusetts, verwerven Joel en Ellie een werkend voertuig. Joel en Ellie rijden naar Pittsburgh, Pennsylvania waar ze in een hinderlaag worden gelokt door bandieten, waardoor hun auto wordt vernield. Ze sluiten een bondgenootschap met twee broers, Henry en Sam. Nadat ze de stad zijn ontvlucht, wordt Sam gebeten, maar hij verbergt het voor de groep. Wanneer zijn infectie intreedt valt Sam Ellie aan, maar Henry schiet hem dood voordat hij zelfmoord pleegt.
In de herfst vinden Joel en Ellie Tommy in Jackson, Wyoming, waar hij samen met zijn vrouw Maria een versterkte nederzetting heeft gebouwd nabij een hydro-elektrische dam. Joel laat Ellie achter bij Tommy, maar nadat ze hem met Sarah confronteert, laat hij haar blijven. Tommy leidt hen naar een Firefly-enclave aan de Universiteit van Oost-Colorado. Ze vinden de universiteit verlaten terug, maar ontdekken dat de Fireflies zijn verhuisd naar een ziekenhuis in Salt Lake City, Utah. De twee worden aangevallen door bandieten en Joel raakt ernstig gewond terwijl ze ontsnappen.
Tijdens de winter schuilen Ellie en Joel in de bergen. Joel staat op de rand van de dood en vertrouwt op Ellie om voor hem te zorgen. Op jacht naar voedsel ontmoet Ellie David en James, aaseters die bereid zijn medicijnen te ruilen voor voedsel. Nadat David onthult dat de universiteitsbandieten deel uitmaakten van zijn groep, wordt Ellie vijandig. Ze leidt de groep van David weg van Joel, maar wordt gevangengenomen. David is van plan haar te rekruteren voor zijn groep kannibalen. Ellie ontsnapt nadat ze James heeft vermoord, maar David sluit haar in in een brandend restaurant. Ondertussen herstelt Joel van zijn wonden en gaat hij op zoek naar Ellie. Hij bereikt haar net op het moment dat ze David vermoordt met een kapmes, een daad die haar traumatiseert, en Joel troost haar voordat ze vluchten.
In het voorjaar komen Joel en Ellie aan in Salt Lake City. Ellie raakt bewusteloos nadat ze bijna is verdronken voordat ze worden gevangengenomen door een Firefly-patrouille. In het ziekenhuis vertelt Marlene Joel dat Ellie wordt voorbereid op een operatie: in de hoop een vaccin tegen de infectie te produceren, moeten de Fireflies het geïnfecteerde deel van Ellie's hersenen verwijderen, wat haar zal doden. Joel wil Ellie niet laten sterven en vecht zich een weg naar de operatiekamer, vermoordt de hoofdchirurg en draagt de bewusteloze Ellie naar de parkeergarage. Hij wordt geconfronteerd met Marlene, die hij neerschiet en doodt om te voorkomen dat de Fireflies hen achtervolgen. Als Ellie wakker wordt terwijl ze de stad uitrijden, liegt Joel en vertelt haar dat de Fireflies andere immune personen hadden gevonden, maar geen remedie konden creëren en zijn gestopt met proberen. Aan de rand van Tommy's nederzetting geeft Ellie uiting aan haar schuldgevoel als overlevende. Op haar aandringen zweert Joel dat zijn verhaal over de Fireflies waar is.

## Cast
| Acteur             | Personage      |
| ------------------ | -------------- |
| Troy Baker         | Joel Miller    |
| Ashley Johnson     | Ellie Williams |
| Annie Wersching    | Tess           |
| W. Earl Brown      | Bill           |
| Merle Dandridge    | Marlene        |
| Nolan North        | David          |
| Brandon Scott      | Henry          |
| Reuben Langdon     | James          |
| Ashley Scott       | Maria          |
| Robin Atkin Downes | Robert         |
| Nadji Jeter        | Sam            |
| Hana Hayes         | Sarah          |
| Jeffrey Pierce     | Tommy Miller   |

## Ontvangst
| Recensiescore       | Recensiescore |
| Recensieverzamelaar | Score         |
| ------------------- | ------------- |
| Metacritic          | 95/100        |
| Publicist           | Score         |
| Power Unlimited     | 99/100        |

The Last of Us kreeg vrijwel uitsluitend lovende recensies van alle grote gamerecensiewebsites, gamemagazines en spelers zelf. Websites als Edge, Eurogamer, IGN en Destructoid gaven het spel een perfecte 10-op-10score. Power Unlimited gaf een 99 uit 100. Op GameRankings en Metacritic, twee websites die de gemiddelde scores van reviews berekenen, scoort het spel 95 uit een mogelijke 100 punten. Het spel werd geprezen voor de meeslepende verhaallijn, het acteerwerk en de emotionele diepgang. Ook commercieel was het spel een succes. The Last of Us was de snelst verkopende PlayStation 3-titel van 2013, totdat Grand Theft Auto V uit kwam. Wereldwijd zijn er van de PlayStation 3-versie van The Last of Us meer dan 7 miljoen exemplaren verkocht.

## Tv-serie
In maart 2014 werd aangekondigd dat The Last of Us verfilmd zou worden. Net als de game zou ook het script van de film geschreven worden door Neil Druckmann. Ook andere prominente figuren van ontwikkelaar Naughty Dog, zoals Evan Wells, waren bij de film betrokken. In maart 2020 werd officieel bekendgemaakt dat het geen film, maar een televisieserie wordt. De tv-serie wordt in samenwerking met HBO gemaakt en wordt geschreven door Chernobyl-maker Craig Mazin en Neil Druckmann. Evan Wells is wederom aan het project verbonden als producer. De serie zal - net als de games - draaien om Ellie en Joel.

## The Last of Us Remastered
Deze Playstation 4-versie is een remaster en is technisch verbeterd. Het werkt met 60 fps en in 1080p kwaliteit. Het bevat het originele spel en de uitbreiding The Last of Us: Left Behind.

### Ontvangst
| Recensiescore       | Recensiescore |
| Recensieverzamelaar | Score         |
| ------------------- | ------------- |
| Metacritic          | 95/100        |
| Publicist           | Score         |

## Remake
In 2022 kwam onder de titel The Last of Us Part I de remake uit voor de PlayStation 5. Een jaar later volgde de pc-versie.

### Ontvangst
| Recensiescore       | Recensiescore            |
| Recensieverzamelaar | Score                    |
| ------------------- | ------------------------ |
| Metacritic          | (PS5) 89/100 (pc) 59/100 |
| Publicist           | Score                    |
| Power Unlimited     | (PS5) 95/100             |